# Лукомир (Коњиц)
Лукомир је насељено место у Босни и Херцеговини, у општини Коњиц, у Херцеговачко-неретванском кантону које административно припада Федерацији Босне и Херцеговине. Према попису становништва из 2013. у насељу је живјело свега 13 становника.

## Географија
Лукомир је највише насеље у Босни и Херцеговини. Налази се на надморској висини од 1.649 метара.
По посљедњем службеном попису становништва из 1991. године, насељено место Лукомир имало је 156 становника.

## Становништво
| Националност       | 1991.        | 1981.        | 1971.        |
| Муслимани          | 152 (97,44%) | 247 (99,60%) | 313 (98,74%) |
| Хрвати             |              | 4 (0,40%)    |              |
| Југословени        |              |              | 1 (0,31%)    |
| остали и непознато | 4 (2,56%)    |              | 3 (0,94%)    |
| Укупно             | 156          | 248          | 317          |